# Alfonso al XIII-lea al Spaniei
Alfonso al XIII-lea al Spaniei (Alfonso León Fernando Maria Jaime Isidro Pascual Antonio de Borbon y Hapsburg), (n. 17 mai 1886, Madrid, Noua Castilie⁠(d), Spania – d. 28 februarie 1941, Villanueva Mesía⁠(d), Andaluzia, Spania) a fost fiul postum al regelui Alfonso al XII-lea al Spaniei, și declarat rege al Spaniei la naștere. A domnit între 1886 și 1931. Mama sa, Maria Cristina de Austria, a fost numită regentă cât timp Alfonso a fost minor. În 1902, împlinind 16 ani, regele Alfonso a preluat controlul în stat. 

## Domnie
În timpul domniei sale Spania și-a pierdut ultimele colonii din America (Cuba și Puerto Rico) și Filipine, și a pierdut mai multe războaie în nordul Africii; a fost martorul începutului Generației lui 1927, și a acceptat dictatura lui Miguel Primo de Rivera, ceea ce avea să-l coste până la urmă tronul.  
În timpul primului război mondial, deși (sau tocmai pentru că) regele avea legături familiale cu ambele tabere, și opinia publică spaniolă era împărțită, Spania a rămas neutră. Regele a organizat un birou pentru captivi în Palacio de Oriente, care a determinat rețeaua diplomatică și militară a Spaniei din afara granițelor să intermedieze pentru mii de prizonieri de război, primind și trimițând scrisori în toată Europa.   
A promovat turismul în Spania. Problemele de cazare a invitaților pentru nunta sa au grăbit construcția hotelului de lux Hotel Palace în Madrid. A sprijinit de asemenea crearea unei rețele de apartamente administrate de stat în clădiri istorice ale Spaniei. Dragostea lui pentru fotbal l-a determinat să patroneze diferite cluburi de fotbal „regale” precum Real Sociedad, Real Madrid, Real Betis sau Real Unión.

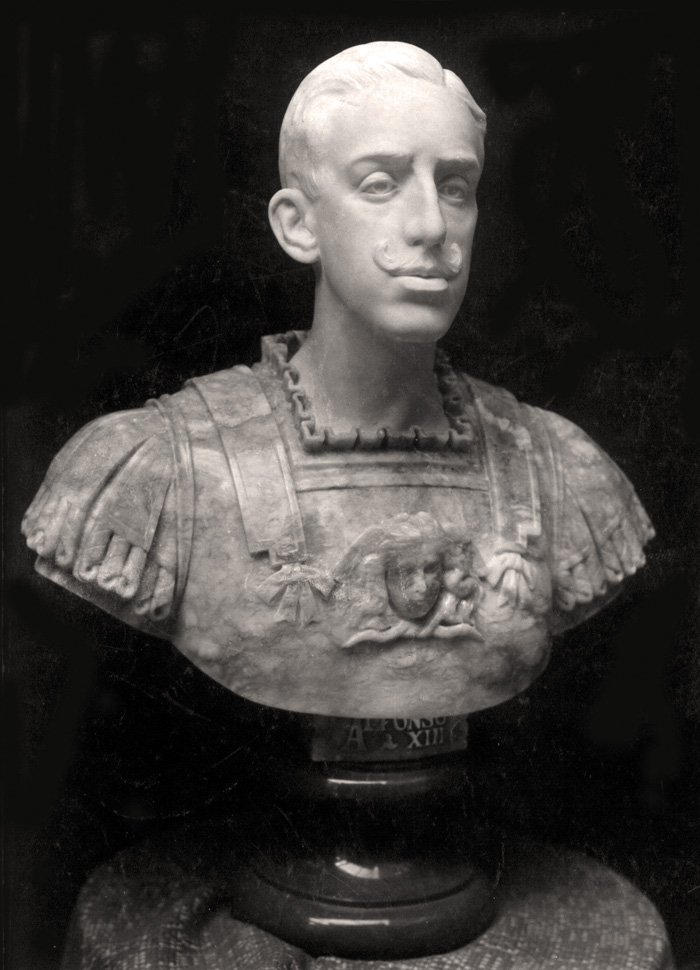
Alfonso al XIII-lea, sculptură de José Navas-Parejo

În jurul anului 1926, regele a comandat trei filme unice, cu titluri care s-ar putea traduce : „Ministrul”, „Confesorul”, „Doctorul femeilor”. Aceste filme pot fi văzute în cadrul Muzeului de Erotism din Barcelona.
Când s-a proclamat A doua republică spaniolă pe 14 aprilie 1931, a părăsit Spania, dar fără să abdice. S-a stabilit până la urmă la Roma, unde a trăit la Grand Hotel.
Odată ce a izbucnit războiul civil spaniol, Alfonso a declarat ferm că favoriza revolta militară împotriva guvernului Frontului Popular, dar generalul Francisco Franco a declarat în septembrie 1936 că naționaliștii nu îl vor accepta niciodată pe Alfonso ca rege (erau mulți susținători ai rivalului regelui, pretendentul carlist, în armata lui Franco). Inițial Alfonso a mers în exil în Franța. Cu toate acestea, l-a trimis pe fiul său Juan, conte de Barcelona, în Spania în 1936, pentru a participa la revoltă. Însă, lângă frontiera franceză, generalul Emilio Mola a ordonat arestarea și expulzarea acestuia din țară. 
Pe 15 ianuarie 1941, Alfonso al XIII-lea a renunțat la drepturile sale asupra coroanei spaniole, în favoarea celui de-al patrulea fiu al său, al doilea dintre supraviețuitori: infantul Juan, conte de Barcelona, tatăl viitorului rege Juan Carlos I al Spaniei. 
Alfonso a murit la Roma, în 1941. Guvernul spaniol a ordonat trei zile de doliu național. Înmormântarea sa a avut loc la Roma, la Biserica Santa Maria di Monserrato, biserica națională a Spaniei la Roma, chiar sub mormintele papei Calixt al III-lea și papei Alexandru al VI-lea. În ianuarie 1980, rămășitele sale pământești sale au fost transferate la El Escorial, în Spania.

## Căsătorie și copii
Pe 31 mai 1906 Alfonso s-a căsătorit cu prințesa de origine scoțiană Victoria Eugenia de Battenberg (1887-1969), o nepoată a regelui Eduard al VII-lea al Regatului Unit, și strănepoată a reginei Victoria. „Alteță Serenă” la naștere, „Ena”, cum era cunoscută, a fost ridicată la rangul de „Alteță Regală” cu o lună înainte de nuntă, pentru ca uniunea să nu fie văzută ca inegală. Pe când Alfonso și Ena se întorceau de la nunta lor, au scăpat de puțin de o încercare de asasinat a anarhistului Mateu Morral; explozia bombei a omorât sau rănit mulți privitori și membri ai procesiunii regale.  
Familia regală a avut șapte copii:
- Alfonso (Alfonso Pío Cristino Eduardo, 1907-1938)
- Jaime (Jaime Leopoldo Isabelino Enrique, 1908-1975)
- Beatriz (Beatriz Isabel Federica Alfonsa Eugenia, 1909-2002)
- Fernando, un copil care a murit în 1910
- Cristina (María Cristina Teresa Alejandra, 1911-1996)
- Juan (Juan Carlos Teresa Silvestre Alfonso, 1913-1993)
- Gonzalo (Gonzalo Manuel María Bernardo, 1914-1934)

Regele a avut și șase copii nelegitimi : 
Cu aristocrata franceză Mélanie de Gaufridy de Dortan (1876–1937):
- Roger Leveque de Vilmorin (1905-1980)

Cu actrița spaniolă María del Carmen Ruíz y Moragas (1898–1936):
- Ana María Teresa Ruíz Moragas (n. 1926, d. 1965). S-a căsătorit și a avut moștenitori.
- Leandro Alfonso Ruíz Moragas (n. 1929), recunoscut oficial de justiția spaniolă pe 21 mai 2003, ca Leandro Alfonso de Borbón Ruíz. S-a căsătorit de două ori și are moștenitori.

Cu Pauline of Saint Glen:
- Charles Maxime Victor de Saint Glen (3 iulie 1914 – 20 mai 1934)

Cu Béatrice Noon:
- Juana Alfonsa Milán y Quiñones de León (19 aprilie 1916 – 16 mai 2005)

Cu Marie Sousa:
- Alonso de Borbon Sousa (28 decembrie 1930 – 30 aprilie 1934)